# ميخائيل أ. شنايدر
ميخائيل أ. شنايدر هو سياسي أمريكي، ولد في 11 أبريل 1950 في ماكوك في الولايات المتحدة. نشط حزبياً في الحزب الديمقراطي. وقد انتخب عضو المجلس النيابي لولاية نيفادا ‏.